# Auto-soutien
L'auto-soutien (auto-support, auto-défense ou encore auto-détermination), traduction de l'anglais self-advocacy et self-help se réfère aux mouvements de droits civils et aux réseaux d'entraide pour des personnes faisant partie de groupes minoritaires.
Il existe toutes sortes de groupes d'auto-soutien, qui regroupent des personnes handicapées, toxicomanes, porteuses du VIH, trans etc. Le principe est que les personnes concernées reprennent le contrôle de leur propre vie, y compris par leur propre prise en charge dans le système médical. L'auto-soutien implique (en principe) que les personnes concernées parlent pour elles-mêmes. Cela signifie que même si une personne peut demander l'aide des autres, elle a le droit de contrôler ses propres ressources et la façon dont elles sont utilisées. Il s'agit d'avoir le droit de prendre des décisions de vie sans influence ou contrôle par d'autres.
La notion d’auto-support fait donc référence à la capacité d’un groupe humain à s’autodéterminer, lorsque la société qui les environne stigmatise ses membres, au point parfois de menacer leur existence ou leur survie. Il a été introduit en France au début des années 90 par l’association ASUD (Auto Support pour Usagers de Drogues, voir Réduction des risques liés à la toxicomanie), s’inspirant du self-help hollandais, qui se distingue du modèle outre-Atlantique en étant né hors du champ médical - et alors que l’épidémie de VIH décimait une population déjà très fortement marginalisée.
Abdalla Toufik, un cofondateur d’ASUD, le différencie du concept d’éducation par les pairs et de celui d’auto-organisation. L’éducation par les pairs fait selon lui partie intégrante de la philosophie de l’auto-support, s’intéressant au changement dans le comportement individuel, l’auto-support visant surtout une évolution dans le style de vie et la sous-culture considérée, pendant que l’auto-organisation n’en est qu’une modalité. C’est donc la prise de conscience et la revendication d’une identité qui distinguerait l’auto-support d’autres mouvements communautaires s’appuyant également sur la participation des usagers. Un facteur extérieur est nécessaire pour que les membres d’un groupe d’auto-support soient reliés vers un même but, il s’agit en quelque sorte de lutter contre un ennemi commun.
Marie Jauffret-Routside distingue quant à elle l’auto-support d’un autre type de groupe avec lequel on le confond souvent, le groupe d’entraide. Ce dernier s’appuie essentiellement sur le soutien mutuel, la parole, l'identification entre pairs et le parrainage, alors que l’auto-support se caractérise par la lutte contre les effets des discriminations dont sont victimes ses membres, le rapprochant alors de la notion de groupe d’intérêt : les premiers sont régis par l’anonymat et l’autonomie, alors que les seconds impliquent une exposition publique et un partenariat. Mais cette distinction est remise en question par certains se revendiquant groupe d’entraide citoyenne, l’anonymat protecteur et le soutien entre pairs pouvant s’articuler avec une place de citoyen dans l’espace social.